# Coregonus oxyrinchus
Pour les articles homonymes, voir Bondelle.
Espèce
Statut de conservation UICN

 EX  : Éteint
Le Corégone oxyrhynque (ou « bondelle, » mais ce nom est aussi donné à d'autres corégones) ou  Coregonus oxyrinchus décrit par Linné en 1758 est une espèce de poissons démersale et migratrice de type « anadrome»  appartenant au genre Coregonus.
Cependant dans les eaux intérieures, une partie de la population des eaux douces (lacs.. )  n'est pas migratrice.
Sa « vulnérabilité naturelle » est considérée comme basse ou moyenne, mais facilement confondu avec le saumon et de plus très recherché par les amateurs de poissons parmi les poissons à chair blanche, il était déjà dans les années 1970-1980 en forte et rapide voie de régression dans toute l'Europe, et ce malgré un statut élevé de protection à partir des années 1970-1980 comme presque tous les corégones menacés de disparition. En 2005, il n'était plus présent à l'état sauvage que dans six petits bassins fluviaux danois.
En 2020 l'espèce était toujours gravement menacée d'extinction dans la mer de Wadden  . 
Le seul réservoir de population viable au Danemark se situait dans la rivière Vidå (les autres réservoirs répertoriés étant estimés trop faibles pour permettre la reproduction) .
Des tentatives de réintroduction ont été menées en Allemagne et aux Pays-Bas. Des reproductions naturelles ont été constatées dans ces deux pays.
Il est  protégé par l'appendice III de la Convention de Berne.

## Description
C'est un poisson argenté dont la forme rappelle celle d'autres salmonidés ou poissons du même genre. Il mesure jusqu'à 50 cm (longueur totale pour des mâles ou poissons non sexés), avec un poids atteignant 2 kg, selon la littérature

## Alimentation
Il se nourrit de zooplancton quand il est jeune, et pour l'adulte aussi d'invertébrés benthiques.

## Habitats & répartition
Il était autrefois abondant dans le nord-ouest de l'Europe (Atlantique Nord-Est, de l'Irlande aux Pays-Bas, mais aussi en Allemagne et sur les littoraux de la mer Baltique. Il était notamment encore abondant au début du XXe siècle dans la mer de Wadden d'où il remontait vers les sources des Pays-Bas, de l’Allemagne et du Danemark. On le trouvait jusqu'en Europe centrale, mais ses stocks marins et de certaines eaux douces fermées avaient déjà fortement régressé dans les années et semblent aujourd'hui épuisés ou éteints.
- En mer : habitat mal connu. On sait qu'il en existait des populations autrefois abondantes en mer de Wadden
- En eaux douces : eaux claires et propres, riches en oxygène, d'une température comprise entre 4 et 20 °C selon profondeur et saison[11].

## Migrations
C'est une espèce qui peut localement ne pas migrer, et au sein d'une population, certains individus semblent migrer précocement vers la mer ou une zone saumâtre, alors que d'autres ne descendent le cours d'eau que tardivement.

## Aquaculture, pêche
Il fait ou a fait l'objet d'aquaculture et est considéré comme de grande valeur halieutique.

## Protection, efforts de restauration de populations
Dans le Rhin d'où il a disparu dans les années 1940, il a fait l'objet d'une réintroduction dans les années 1990.
En 2005, il a justifié le projet LIFE Nature le plus cher (8 millions d'euros sur un budget total de 15 millions) pour le sauver de l'extinction grâce à un ultime effort du Danemark qui abritait la dernière population estimée raisonnablement viable dans le monde ; dans les fleuves côtiers et rivière du sud-ouest du Jütland, d'où les individus migraient vers la mer de Wadden pour y pondre. La dégradation des rivières et la pêche au filet qui y était pratiquée de manière semi-commerciale y avaient aussi entraîné le déclin de l'espèce. Le projet vise à conforter ses populations et à étudier la possibilité d'un plan de réintroduction dans d'autres rivières dont il a récemment disparu. On pense qu'à la différence des saumons, le corégone oxyrhynque est incapable de sauter des obstacles, même modestes. Les barrages infranchissables, les sections polluées de rivière et les échelles à poissons trop raides sont des entraves à sa circulation et donc à son cycle de vie. Des perturbateurs endocriniens pourraient aussi être en cause. Le projet Life vise à au moins éliminer les obstacles physiques à sa circulation (grâce au démantèlement de deux centrales hydroélectriques et de trois fermes piscicoles). Les pêcheurs et hydrobiologistes espèrent aussi que cela profitera à d'autres espèces menacées telles que loutre, saumon, lamproie fluviatile et la loche

## Causes de disparition
Elles sont sans doute multifactorielles ; certaines populations des pays baltes ont pu être affectées par la dégradation (zones mortes, pollution par les munitions immergées (et autres munitions non-explosées des deux guerres mondiales) et de nombreux rejets industriels, agricoles et urbains non ou mal épurés confinés dans la mer presque fermée qu'est la Baltique.
Pour d'autres populations (celles de la mer de Wadden ou d'Irlande), il semble que ce n'est pas à cause de la régression de ses habitats marins (qui au moins localement ne s'étaient que peu dégradés), mais plutôt à cause de la dégradation générale des cours d'eau (dégradation physique et écologique) que l'espèce a disparu d'abord dans certaines régions puis de pays entiers au point d'être aujourd'hui en limite d'extinction dans le monde.
Sa surpêche (ce poisson était considéré comme une espèce "noble" et du fait était très recherché) est l'une des causes de sa régression.